# 1912 في المملكة المتحدة
فيما يلي قوائم الأحداث التي وقعت خلال عام 1912 في المملكة المتحدة.

## رياضة
- 1 يناير – بطولة ويمبلدون 1912

## ظهور
- 1 يناير – أفريكان تايمز أند أورينت ريفيو

## كتب
من الكتب التي صدرت هذه السنة في المملكة المتحدة:
- 1 يناير – العالم المفقود من تأليف آرثر كونان دويل.

## مواليد

### يناير
- 1 يناير – جيمي وارنوك ملاكم من المملكة المتحدة.
- 1 يناير – فيرا جونسون

### مارس
- 27 مارس – جيمس كالاهان

### أبريل
- 23 أبريل – هارولد صموئيل رائد أعمال من المملكة المتحدة.

### مايو
- 10 مايو – ماري آن ماكلويد ترامب
- 22 مايو – هيربرت براون
- 28 مايو – باتريك وايت
- 30 مايو – هوق غريفيث

### يونيو
- 16 يونيو – إينوك باول سياسي بريطاني.
- 23 يونيو – آلان تورنغ الاب الروحي لعلوم الحاسوب.

### يوليو
- 27 يوليو – انتوني بيليسير انتوني بيليسير.

### أغسطس
- 14 أغسطس – مايكل أبركرومبي
- 16 أغسطس – تيد دريك لاعب ومدرب كرة قدم إنجليزي.
- 17 أغسطس – مارغريت سكريفن لاعبة كرة مضرب بريطانية.

### نوفمبر
- 18 نوفمبر – إرنست جونسون درّاج طريق من المملكة المتحدة.

## وفيات

### يناير
- 1 يناير – جورج إلكوت (مواليد 1864) لاعب كرة قدم بريطاني.
- 7 يناير – صوفيا بليك (مواليد 1840) طبيبة من المملكة المتحدة.

### فبراير
- 10 فبراير – جوزف ليستر (مواليد 1827)

### مارس
- 29 مارس – إدوارد ويلسون (مواليد 1872)
- 29 مارس – روبرت فالكون سكوت (مواليد 1868) مستكشف من المملكة المتحدة.

### أبريل
- 15 أبريل – إدوارد جون سميث (مواليد 1850) بحّار من المملكة المتحدة.
- 15 أبريل – توماس أندروز (مواليد 1873)
- 15 أبريل – سيدني ليزلي غودوين (مواليد 1910)
- 15 أبريل – وليام توماس ستيد (مواليد 1849) صحفي بريطاني.
- 30 أبريل – هنري سويت (مواليد 1845)

### يونيو
- 1 يونيو – ويليام ويلسون (مواليد 1844)

### يوليو
- 20 يوليو – أندرو لانغ (مواليد 1844)

### ديسمبر
- 4 ديسمبر – فيبي ديفيز (مواليد 1864)
- 7 ديسمبر – جورج داروين (مواليد 1845)